# Biélorussie aux Jeux olympiques d'hiver de 2022
La Biélorussie participe aux Jeux olympiques d'hiver de 2022 à Pékin en Chine du 4 au 20 février 2022. Il s'agit de sa huitième participation à des Jeux d'hiver.

## Athlètes engagés
Aux Jeux olympiques d'hiver de 2022, les athlètes de l'équipe de Biélorussie participent aux épreuves suivantes : 
| Sport               | Hommes | Femmes | Total |
| ------------------- | ------ | ------ | ----- |
| Biathlon            | 4      | 4      | 8     |
| Ski acrobatique     | 3      | 3      | 6     |
| Ski alpin           | 0      | 1      | 1     |
| Ski de fond         | 2      | 2      | 4     |
| Patinage artistique | 1      | 1      | 2     |
| Patinage de vitesse | 1      | 4      | 5     |
| Total               | 11     | 15     | 26    |

## Médaillés
| Sport           | Discipline        | Athlète(s)    | Performance   | Date       |
| --------------- | ----------------- | ------------- | ------------- | ---------- |
| Biathlon        | Individuel hommes | Anton Smolski | 49 min 2 s 2  | 8 février  |
| Ski acrobatique | Saut femmes       | Hanna Huskova | 107,95 points | 14 février |

## Résultats

### Biathlon
| Mikita Labastau  | 54 min 29 s 7 | 4 (1+2+0+1) | 47e | 26 min 47 s   | 4 (2+2) | 57e | 45 min 42 s   | 6 (3+0+1+2) | 45e | -             | -           | -   |
| Dzmitry Lazouski | 55 min 26 s 4 | 4 (3+0+1+0) | 58e | 27 min 22 s 9 | 3 (0+3) | 78e | -             | -           | -   | -             | -           | -   |
| Anton Smolski    | 49 min 2 s 2  | 0 (0+0+0+0) |     | 25 min 12 s 9 | 1 (0+1) | 10e | 42 min 48 s 2 | 6 (1+1+3+1) | 14e | 41 min 22 s 3 | 4 (1+1+0+2) | 17e |
| Maksim Varabei   | 58 min 59 s 5 | 8 (1+3+2+2) | 86e | 27 min 10 s 4 | 4 (3+1) | 71e | -             | -           | -   | -             | -           | -   |

| Dzinara Alimbekava | 44 min 44 s 4 | 1 (0+0+0+1) | 5e  | 22 min 12 s 8 | 1 (0+1) | 15e | 38 min 13 s 7 | 3 (0+0+3+0) | 19e | 42 min 19 s 2 | 6 (1+1+2+2) | 12e |
| Elena Kruchinkina  | 49 min 56 s 8 | 4 (0+3+0+1) | 48e | 24 min 10 s 1 | 4 (1+3) | 70e | -             | -           | -   | -             | -           | -   |
| Iryna Leshchanka   | 49 min 10 s 3 | 4 (1+1+1+1) | 41e | 23 min 32 s 5 | 3 (2+1) | 60e | 38 min 16 s 9 | 2 (0+0+0+2) | 20e | -             | -           | -   |
| Hanna Sola         | 50 min 35 s 9 | 7 (3+2+1+1) | 54e | 22 min 36 s 4 | 4 (1+3) | 26e | 36 min 45 s 8 | 3 (1+1+1+0) | 4e  | 41 min 57 s 2 | 8 (2+2+1+3) | 10e |

| Athlètes                                                         | Épreuve | Temps             | Pénalité | Rang |
| ---------------------------------------------------------------- | ------- | ----------------- | -------- | ---- |
| Mikita Labastau Dzmitry Lazouski Anton Smolski Maksim Varabei    | Hommes  | 1 h 21 min 49 s 2 | 2+11     | 8e   |
| Dzinara Alimbekava Elena Kruchinkina Iryna Leshchanka Hanna Sola | Femmes  | 1 h 16 min 34 s 4 | 5+16     | 13e  |
| Dzinara Alimbekava Mikita Labastau Anton Smolski Hanna Sola      | Mixte   | 1 h 8 min 0 s 2   | 2+10     | 6e   |

### Patinage artistique
| Athlète             | Épreuve           | Programme court Danse originale | Programme court Danse originale | Programme libre Danse libre | Programme libre Danse libre | Total  | Total |
| Athlète             | Épreuve           | Points                          | Rang                            | Points                      | Rang                        | Points | Rang  |
| ------------------- | ----------------- | ------------------------------- | ------------------------------- | --------------------------- | --------------------------- | ------ | ----- |
| Konstantin Milyukov | Individuel hommes | 78,49                           | 21e                             | 143,73                      | 20e                         | 222,22 | 20e   |
| Viktoriia Safonova  | Individuel femmes | 61,46                           | 16e                             | 123,37                      | 13e                         | 184,83 | 13e   |

### Patinage de vitesse
| Athlète           | Épreuve             | Course        | Course |
| Athlète           | Épreuve             | Temps         | Rang   |
| ----------------- | ------------------- | ------------- | ------ |
| Ignat Golovatsiuk | 500 mètres hommes   | 37 s 05       | 30e    |
| Ignat Golovatsiuk | 1 000 mètres hommes | 1 min 8 s 64  | 6e     |
| Hanna Nifantava   | 500 mètres femmes   | 38 s 30       | 19e    |
| Ekaterina Sloeva  | 1 000 mètres femmes | 1 min 16 s 83 | 21e    |
| Ekaterina Sloeva  | 1 500 mètres femmes | 1 min 58 s 41 | 16e    |
| Maryna Zuyeva     | 1 500 mètres femmes | 1 min 59 s 82 | 23e    |
| Maryna Zuyeva     | 3 000 mètres femmes | 4 min 8 s 70  | 16e    |
| Maryna Zuyeva     | 5 000 mètres femmes | 7 min 2 s 91  | 9e     |

| Athlète             | Épreuve | Demi-finale | Demi-finale   | Demi-finale | Finale   | Finale        | Finale |
| Athlète             | Épreuve | Points      | Temps         | Rang        | Points   | Temps         | Rang   |
| ------------------- | ------- | ----------- | ------------- | ----------- | -------- | ------------- | ------ |
| Ignat Golovatsiuk   | Hommes  | 0           | 7 min 53 s 59 | 13e         | Éliminé  | Éliminé       | 24e    |
| Yauheniya Varabyova | Femmes  | 2           | 8 min 43 s 65 | 9e          | Éliminée | Éliminée      | 18e    |
| Maryna Zuyeva       | Femmes  | 2           | 8 min 31 s 54 | 8e          | 4        | 8 min 20 s 10 | 6e     |

| Athlète                                            | Épreuve | Quart de finale          | Quart de finale | Demi-finale      | Demi-finale    | Finale                                | Finale |
| Athlète                                            | Épreuve | Adversaire Temps         | Rang            | Adversaire Temps | Rang           | Adversaire Temps                      | Rang   |
| -------------------------------------------------- | ------- | ------------------------ | --------------- | ---------------- | -------------- | ------------------------------------- | ------ |
| Ekaterina Sloeva Yauheniya Varabyova Maryna Zuyeva | Femmes  | Canada Défaite 3 min 2 s | 8e              | Non qulaifiées   | Non qulaifiées | Finale D Pologne Défaite 3 min 3 s 19 | 8e     |

### Ski acrobatique
| Athlète                | Épreuve | Qualification | Qualification | Qualification | Qualification | Finale   | Finale   | Finale   | Finale   | Finale   | Finale                             |
| Athlète                | Épreuve | Saut 1        | Saut 1        | Saut 2        | Saut 2        | Saut 1   | Saut 1   | Saut 2   | Saut 2   | Saut 3   | Saut 3                             |
| Athlète                | Épreuve | Points        | Rang          | Points        | Rang          | Points   | Rang     | Points   | Rang     | Points   | Rang                               |
| ---------------------- | ------- | ------------- | ------------- | ------------- | ------------- | -------- | -------- | -------- | -------- | -------- | ---------------------------------- |
| Pavel Dzik             | Hommes  | 106,20        | 18e           | 81,45         | 16e           | Éliminé  | Éliminé  | Éliminé  | Éliminé  | Éliminé  | 22e                                |
| Maksim Gustik          | Hommes  | 109,74        | 16e           | 97,20         | 14e           | Éliminé  | Éliminé  | Éliminé  | Éliminé  | Éliminé  | 20e                                |
| Stanislau Hladchenka   | Hommes  | 115,49        | 10e           | 107,69        | 6e            | 115,93   | 9e       | 116,29   | 6e       | Éliminé  | 11e                                |
| Anastasiya Andryianava | Femmes  | 81,58         | 11e           | 81,58         | 6e            | 59,22    | 11e      | 70,11    | 12e      | Éliminée | 12e                                |
| Anna Derugo            | Femmes  | 58,59         | 24e           | 58,59         | 18e           | Éliminée | Éliminée | Éliminée | Éliminée | Éliminée | 24e                                |
| Hanna Huskova          | Femmes  | 92,00         | 6e            | Exemptée      | Exemptée      | 89,41    | 5e       | 92,00    | 6e       | 107,95   | Médaille d'argent, Jeux olympiques |

| Athlètes             | Saut 1 | Saut 1 | Saut 1 | Saut 2   | Saut 2   | Saut 2   |
| Athlètes             | Points | Total  | Rang   | Points   | Total    | Rang     |
| -------------------- | ------ | ------ | ------ | -------- | -------- | -------- |
| Hanna Huskova        | 84,73  | 273,67 | 6e     | Éliminés | Éliminés | Éliminés |
| Stanislau Hladchenko | 89,92  | 273,67 | 6e     | Éliminés | Éliminés | Éliminés |
| Maxim Gustik         | 99,12  | 273,67 | 6e     | Éliminés | Éliminés | Éliminés |

### Ski alpin
| Athlète        | Épreuve | 1re manche | 1re manche | 2e manche | 2e manche | Finale        | Finale |
| Athlète        | Épreuve | Temps      | Rang       | Temps     | Rang      | Temps         | Rang   |
| -------------- | ------- | ---------- | ---------- | --------- | --------- | ------------- | ------ |
| Maria Shkanova | Slalom  | 54 s 79    | 25e        | 53 s 10   | 11e       | 1 min 47 s 89 | 20e    |

### Ski de fond
| Athlète            | Épreuve                | Temps        | Rang    |
| ------------------ | ---------------------- | ------------ | ------- |
| Yahor Shpuntau     | 15 km classique hommes | 44 min 5 s 2 | 68e     |
| Aliaksandr Voranau | 15 km classique hommes | Forfait      | Forfait |
| Hanna Karaliova    | 30 km libre femmes     | Forfait      | Forfait |

| Athlète                             | Épreuve            | Qualification | Qualification | Quart de finale | Quart de finale | Demi-finale   | Demi-finale | Finale   | Finale  |
| Athlète                             | Épreuve            | Temps         | Rang          | Temps           | Rang            | Temps         | Rang        | Temps    | Rang    |
| ----------------------------------- | ------------------ | ------------- | ------------- | --------------- | --------------- | ------------- | ----------- | -------- | ------- |
| Yahor Shpuntau                      | Individuel hommes  | 3 min 2 s 17  | 53e           | Éliminé         | Éliminé         | Éliminé       | Éliminé     | Éliminé  | Éliminé |
| Aliaksandr Voranau                  | Individuel hommes  | Forfait       | Forfait       | Forfait         | Forfait         | Forfait       | Forfait     | Forfait  | Forfait |
| Yahor Shpuntau Aliaksandr Voranau   | Par équipes hommes | Non disputé   | Non disputé   | Non disputé     | Non disputé     | 20 min 34 s 7 | 6e          | Éliminés | 12e     |
| Hanna Karaliova Anastasia Kirillova | Par équipes femmes | Non disputé   | Non disputé   | Non disputé     | Non disputé     | Forfait       | Forfait     | Forfait  | Forfait |